# 14019 Pourbus
14019 Pourbus è un asteroide della fascia principale. Scoperto nel 1994, presenta un'orbita caratterizzata da un semiasse maggiore pari a 2,2691265 au e da un'eccentricità di 0,1246796, inclinata di 1,07738° rispetto all'eclittica.
L'asteroide è dedicato al pittore francese Pieter Pourbus.